# Шубанское сельское поселение
Шубанское сельское поселение — муниципальное образование (сельское поселение) в составе Балтасинского района Республики Татарстан.
Административный центр — деревня Верхний Шубан.

## География
Сельское поселение находится в северной части Татарстана, в юго-западной части Балтасинского района. В составе района сельское поселение является частью Предкамской экономической зоны, занимающей 16,3 % территории республики. Граничит с Соснинским и Карадуванским сельскими поселениями, а также с Арским муниципальном районом.
Площадь — 39,7 км² (3972,43 га).

## История
Шубанское сельское поселение было образовано согласно Закону Республики Татарстан от 31 января 2005 года № 49-ЗРТ «Об установлении границ территорий и статусе муниципального образования „Балтасинский муниципальный район“ и муниципальных образований в его составе».

## Население
| 2010 | 2011 | 2012 | 2013 | 2014 | 2015 | 2016 |
| ---- | ---- | ---- | ---- | ---- | ---- | ---- |
| 808  | ↘807 | ↘802 | ↘783 | ↗784 | ↗785 | ↘783 |
| 2017 | 2018 |      |      |      |      |      |
| ↗787 | ↘785 |      |      |      |      |      |

## Состав
В состав сельского поселения входят 5 населённых пунктов:
- деревня Верхний Шубан
- деревня Нижний Шубан
- деревня Большие Лызи 2-я часть
- село Гондырево
- деревня Ярак-Чурма

## Экономика
Основу экономики составляют предприятия агропромышленного комплекса, предприятия специализирующиеся на производстве строительных материалов, а также предприятия пищевой промышленности.